# Rui Álvaro Serra da Costa Reis
Rui Álvaro Serra da Costa Reis   (Maputo, 1964) o Rui Reis és el delegat de Catalunya a Portugal. Abans de ser nomenat delegat, va treballar en cooperació institucional i per al desenvolupament l'Agència Catalana de Cooperació al Desenvolupament i també en l'àmbit institucional a Moçambic, el seu país natal.